# Velika mošeja sultana Kabusa
Velika mošeja sultana Kabusa (arabsko جامع السلطان قابوس الأكبر, DMG Ǧāmiʿ as-Sulṭān Qābūs al-Akbar) je glavna mošeja v Omanu. Velja za eno najpomembnejših struktur v državi in eno največjih mošej na svetu.
O gradnji se je leta 1992 odločil sultan Kabus. Po omejenem arhitekturnem natečaju so se leta 1995 začela gradbena dela, ki so bila zaključena leta 2001 z otvoritveno slovesnostjo. Od takrat nosi naročnikovo ime.
Celoten kompleks je zgrajen iz 300.000 ton indijskega peščenjaka in obsega skupno 4 ha površine. Sestavljajo ga velika moška molilnica, manjša ženska molilnica, pet minaretov (simbolizirajo pet stebrov islama), dve veliki arkadi (arabsko rivak), islamski informacijski center in knjižnica.

## Gradnja
Sultan Kabus se je leta 1992 odločil zgraditi osrednjo mošejo v Omanu. Cilj gradbenega projekta je bila izgradnja največje petkove mošeje in ustanovitev centra za širjenje islamske vere ibaditske usmeritve, ki naj bi služil promociji islamske literature in kulture.
Leta 1993 je kraljevi dvor (Divan) objavil omejen arhitekturni natečaj. K temu je bilo povabljenih devet priznanih arhitekturnih birojev. Izmed devetih prijavljenih del je bil za zmagovalca izbran skupni dizajn arhitekta Mohammeda Saleha Makija iz Makiya Associates in arhitektov iz Quad Design  (oba s sedežem v Londonu).
Za lokacijo je bilo izbrano 41,6 hektarjev veliko zemljišče v občinskem območju (arabsko Nijaba) al-Ghubra v upravnem okrožju (arabsko vilajet) Bavšar v guvernoratu (arabsko Muhafaza) Maskat. Lokacija mošeje ob glavni cesti med Maskatom in Sibom je bila namerno izbrana zaradi dobrih prometnih povezav v središču območja glavnega mesta Maskat. Poleg tega številni mimoidoči na tej pomembni tranzitni poti mošejo dobro vidijo iz avtomobila.
Gradbena dela so se začela spomladi 1995. Carillion Alawi LLC je bil izbran kot glavni izvajalec. Najprej so gradbeno zemljišče nasuli nad nivo ulice, v skladu z omansko gradbeno tradicijo, da bi zagotovili dvignjeno mesto za mošejo. Dejanska gradnja je trajala šest let. Mošejo je končno odprl sultan Kabus 4. maja 2001 in od takrat nosi njegovo ime.
Stroški gradnje so bili prvotno izračunani na 18 milijonov omanskih rialov; to ustreza približno 47 milijonov USD ali 33 milijonov EUR. Vendar pa so dejanski stroški gradnje ocenjeni na najmanj dvakrat.

## Opis

### Zunanjost
V mošejo se vstopa z južne strani skozi visok lok, na katerem na levi strani v arabščini piše »Velika mošeja«, na drugi pa besedila iz Korana. V vizualni osi sta še dva visoka loka, ki se skupaj s temnimi marmornatimi pasovi, vdelanimi v tlak, v perspektivi usmerjata proti 91,5 m visokemu glavnemu minaretu. Na štirih vogalih mesta se dvigajo še štirje minareti, vsak visok 45 m. Poleg glavnega vhoda je tudi poseben vhod za ženske, ki je odprt samo v času molitve.
Na desni strani neposredno za glavnim vhodom je trinadstropna javna knjižnica z okoli 20.000 knjigami različnih strok; tam je na primer mogoče najti knjige o islamu, pa tudi o naravoslovju. Na levi je Islamski informacijski center s prireditveno dvorano s 300 sedeži. Vsako drugo nedeljo tukaj potekajo predavanja o islamu v angleščini.
Za obema stavbama poteka prvi arkada (rivak) prečno v smeri zahod-vzhod, z minaretom, ki se dviga na obeh koncih; drugi rivak teče vzporedno z njim na severni strani. V obeh arkadah je skupno dvanajst različnih niš, ki so narejene iz marmorja, keramike ali mozaika. Na informativnih tablah so napisani podatki o uporabljenem arhitekturnem slogu, geografski regiji, v kateri je ta arhitekturni slog nastal oziroma se pretežno uporablja, ter časovna oznaka epohe, v katero je ta arhitekturni slog uvrščen. V severnem rivaku so na primer niše, ki povzemajo motive iz Omana in Arabskega polotoka ali prikazujejo bizantinske okraske. Mozaiki indijskega islama in plemena Hidžaz so na ogled v južnem rivaku. V rivakih so tudi moška stranišča na levi in ženske na desni strani. Uporabljajo se za obredno umivanje vudu' pred molitvijo.
Če nadaljujemo proti severu skozi drugi visoki lok, prispemo v kvadratno preddverje. Na levi strani preddverja so vhodni portali v moško molilnico. Če zavijemo desno, pridemo do notranjega dvorišča, tako imenovan notranji sahn, namenjen molitvi na prostem. Sledi molilnica za ženske. Odprti prostor okoli mošeje se imenuje zunanji prostor, ki lahko sprejme tudi dodatne vernike med petkovo molitvijo. Tlakovano zunanje območje nudi prostor za skupno 8000 vernikov. Če k molilnicam prištejemo še vsa druga notranja dvorišča in sprehajalne poti, je skupna kapaciteta kompleksa 20.000 vernikov.

## Notranjost
Velika moška molilnica je kvadratne oblike in meri 74,4 m × 74,4 m, sprejme 6500 vernikov. V dvorano se vstopi skozi ena od treh velikih vhodnih vrat. Lesena vrata so ročno izrezljana in bogato okrašena.
Tam položena 4.293,45 m² velika molitvena preproga (70,50 m × 60,90 m) velja za mojstrovino iranskega tkanja preprog. Proizvodnja te ročno vozlane preproge je premaknila meje tehnično izvedljivega. Statve te velikosti ne obstajajo. Zato je bilo treba preprogo izdelati iz več posameznih delov, ki so ustrezali vzorcu. Ti so bili zavozlani v Nišapurju v vzhodni iranski provinci Razavi-Horasan. Šeststo tkalcev je v dveh izmenah tri leta izdelovalo posamezne dele. Okoli bombažne osnove je bilo povezanih 1,7 milijarde vozlov. Posamezni deli so bili nato prepeljani v Maskat in na mestu sešiti skupaj. To je trajalo še štiri mesece. Preproga je skupaj težka 22 ton. Cena ni bila objavljena, vendar je bila leta 2000 ocenjena na 5,2 milijona ameriških dolarjev. Do slovesne otvoritve mošeje šejka Zajeda s 5625 m² in 47 tonami težke molitvene preproge je bila največja preproga na svetu. Iranski oblikovalci so ustvarili klasičen vzorec, katerega okraski se zgledujejo po safavidski dobi in prikazuje klasične motive iz Isfahana. Okrogli medaljon se popolnoma prilega okroglini osrednje kupole, katere stropne barve se odražajo v osemindvajsetih usklajenih rastlinskih tonih barvitosti preproge. Neverniki ne smejo stopiti na molilno preprogo. Zato – in za zaščito dragocene tkanine – je bila na preprogo v času ogledov položena modra preproga, ki je ne smete zapustiti.

Lesen strop, bogato okrašen s kaligrafijo in arabeskami, predstavlja optični dvojnik preprogi, nad prostorom pa se boči 50 m visoka kupola, sredi katere visi eden največjih lestencev na svetu. Njegova osnovna konstrukcija je pozlačena kovina. Meri 8 × 14 m, nosi 1122 svetilk, je bogato okrašen s kristali Swarovski in tehta 8 ton. Lestenec je izdelalo podjetje Faustig (Nemčija/Italija). Zraven so za dodatno osvetlitev obesili še enajst kristalnih lestencev.
Molilnica za ženske sprejme 750 vernic in je razmeroma skromna. Ker moškim med molitvijo v žensko molilnico ne smejo, se petkova molitev prenaša iz glavne molitvene sobe na video ekran neposredno v dvorano. Edina stvar, ki ju imata obe dvorani skupno, so velike ure iz 14-karatnega zlata. Stavbo krona šest manjših kupol. Notranjost vključuje tudi devet pozlačenih kristalnih lestencev v osmanskem slogu.

### Objekti na prostem
Mošeji je dodana medresa (ali Inštitute za islamsko znanost). Ta ima poleg učilnic na lokaciji tudi študentski dom. Tu se poučuje ibaditska smer islama. Je južno od kompleksa mošeje. Okoli mošeje so urejena parkirišča. Poleg tega so tam posadili številne palme, ki so ozelenile neposredno okolico mošeje.

## Ogled znamenitosti
Mošejo lahko nemuslimani obiščejo od sobote do četrtka od 8. do 11. ure. Vstop je prost, vendar velja upoštevati nekaj pravil: ženske morajo lase pokriti z ruto, moški naj nosijo dolge hlače in srajco z vsaj kratkimi rokavi, otrokom, mlajšim od 10 let, obisk ni dovoljen. sicer otrokom prijazna država - vsaj tako pravijo table; v praksi se zdi, da se ta prepoved obravnava ohlapno. V prostorih je prepovedano jesti in piti; tudi kajenje. Pred vstopom v veliko moško molilnico je treba sezuti čevlje, ki jih lahko pospravite v stojala za čevlje, ki so predvidena pred vhodom v molilnico. 